# Cantó d'Athis-Mons
El cantó d'Athis-Mons és un cantó francès del departament d'Essonne, situat al districte de Palaiseau. Des del 2015 té 2 municipis. i el cap és Athis-Mons.

## Municipis
- Athis-Mons
- Juvisy-sur-Orge
- Paray-Vieille-Poste

## Història
| Data d'elecció                           | Identitat      | Partit                     | Qualitat |
| ---------------------------------------- | -------------- | -------------------------- | -------- |
| 1967-1973                                | M. Dosias      | PCF                        |          |
| 1973-1998                                | René L'Helguen | Divers droite, després RPR |          |
| 1998-                                    | Patrice Sac    | PS                         |          |
| les dades anteriors no són pas conegudes |                |                            |          |
|                                          |                |                            |          |

## Demografia
| A partir de 1990: Població sense dobles comptes |